# Koordinatenraum

Der Koordinatenraum in zwei reellen Dimensionen besteht aus allen Vektoren, die den Koordinatenursprung als Anfangspunkt besitzen

Der Koordinatenraum, Standardraum oder Standardvektorraum ist in der Mathematik der Vektorraum der {\displaystyle n}-Tupel mit Komponenten aus einem gegebenen Körper versehen mit der komponentenweisen Addition und Skalarmultiplikation. Die Elemente des Koordinatenraums nennt man entsprechend Koordinatenvektoren oder Koordinatentupel. Die Standardbasis für den Koordinatenraum besteht aus den kanonischen Einheitsvektoren. Lineare Abbildungen zwischen Koordinatenräumen werden durch Matrizen dargestellt. Die Koordinatenräume besitzen in der linearen Algebra eine besondere Bedeutung, da jeder endlichdimensionale Vektorraum zu einem Koordinatenraum isomorph (strukturell gleich) ist.
Die zwei- und dreidimensionalen reellen Koordinatenräume dienen oft als Modelle für die euklidische Ebene und den dreidimensionalen euklidischen Raum. In diesem Fall werden ihre Elemente sowohl als Punkte wie auch als Vektoren aufgefasst.

## Definition

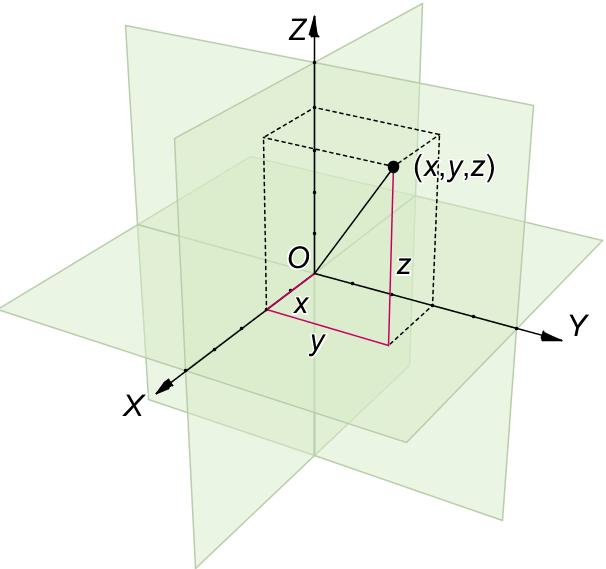
Ein Koordinatenvektor (x,y,z) als Ortsvektor im dreidimensionalen reellen Koordinatenraum

Ist {\displaystyle K} ein Körper und {\displaystyle n} eine natürliche Zahl, so ist das {\displaystyle n}-fache kartesische Produkt
{\displaystyle K^{n}=\{(x_{1},\ldots ,x_{n})\mid x_{1},\ldots ,x_{n}\in K\}}
die Menge aller {\displaystyle n}-Tupel {\displaystyle (x_{1},\ldots ,x_{n})} mit Komponenten aus {\displaystyle K}. Für diese Tupel definiert man nun eine komponentenweise Addition {\displaystyle +\colon K^{n}\times K^{n}\to K^{n}} durch
{\displaystyle (x_{1},\ldots ,x_{n})+(y_{1},\ldots ,y_{n})=(x_{1}+y_{1},\ldots ,x_{n}+y_{n})}
sowie eine komponentenweise Multiplikation mit einem Skalar {\displaystyle \cdot \colon K\times K^{n}\to K^{n}} durch
{\displaystyle a\cdot (x_{1},\ldots ,x_{n})=(a\cdot x_{1},\ldots ,a\cdot x_{n})}.
Auf diese Weise erhält man einen Vektorraum {\displaystyle (K^{n},+,\cdot )}, der als Koordinatenraum oder Standardraum der Dimension {\displaystyle n} über dem Körper {\displaystyle K} bezeichnet wird. Seine Elemente nennt man Koordinatenvektoren oder Koordinatentupel.

## Darstellung mit Spaltenvektoren
Die Koordinatenvektoren notiert man häufig auch als Spaltenvektoren. Die Vektoraddition und Skalarmultiplikation entsprechen dann einer zeilenweisen Addition der Vektorkomponenten beziehungsweise einer zeilenweisen Multiplikation mit einem Skalar:
{\displaystyle {\begin{pmatrix}x_{1}\\\vdots \\x_{n}\end{pmatrix}}+{\begin{pmatrix}y_{1}\\\vdots \\y_{n}\end{pmatrix}}={\begin{pmatrix}x_{1}+y_{1}\\\vdots \\x_{n}+y_{n}\end{pmatrix}},\quad a\cdot {\begin{pmatrix}x_{1}\\\vdots \\x_{n}\end{pmatrix}}={\begin{pmatrix}a\cdot x_{1}\\\vdots \\a\cdot x_{n}\end{pmatrix}}}.
Diese Operationen sind dann Spezialfälle der Matrizenaddition und der Skalarmultiplikation einspaltiger Matrizen.

## Beispiele

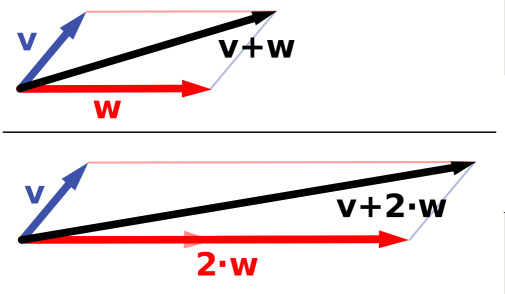
Addition zweier Vektoren in der euklidischen Ebene (oben) und Multiplikation eines Vektors mit der Zahl zwei (unten).

Wichtige Beispiele für Koordinatenräume entstehen durch die Wahl der reellen Zahlen als zugrunde liegenden Körper. Im eindimensionalen Koordinatenraum {\displaystyle \mathbb {R} ^{1}} entsprechen die Vektorraumoperationen gerade der normalen Addition und Multiplikation von Zahlen. Im zweidimensionalen reellen Koordinatenraum {\displaystyle \mathbb {R} ^{2}} können Zahlenpaare als Ortsvektoren in der euklidischen Ebene interpretiert werden. Die beiden Komponenten sind dann gerade die Koordinaten des Endpunkts eines Ortsvektors in einem kartesischen Koordinatensystem. Auf diese Weise entspricht die Vektoraddition
{\displaystyle {\vec {v}}+{\vec {w}}={\begin{pmatrix}v_{1}\\v_{2}\end{pmatrix}}+{\begin{pmatrix}w_{1}\\w_{2}\end{pmatrix}}={\begin{pmatrix}v_{1}+w_{1}\\v_{2}+w_{2}\end{pmatrix}}}
anschaulich der Addition der zugehörigen Vektorpfeile und die Multiplikation eines Vektors mit einer Zahl
{\displaystyle a\cdot {\vec {v}}=a\cdot {\begin{pmatrix}v_{1}\\v_{2}\end{pmatrix}}={\begin{pmatrix}a\cdot v_{1}\\a\cdot v_{2}\end{pmatrix}}}.
der Streckung (oder Stauchung) des zugehörigen Vektorpfeils um den Faktor {\displaystyle a}. Insbesondere erhält man durch die Vektoraddition oder Skalarmultiplikation wieder einen Vektor in der euklidischen Ebene. Entsprechend können die Tupel des dreidimensionalen reellen Koordinatenraums {\displaystyle \mathbb {R} ^{3}} als Ortsvektoren im euklidischen Raum interpretiert werden. In höheren Dimensionen funktioniert diese Konstruktion ganz analog, auch wenn die Koordinatenvektoren des {\displaystyle \mathbb {R} ^{n}} dann nicht mehr so anschaulich interpretiert werden können.

## Eigenschaften

### Neutrales und inverses Element
Das neutrale Element im Koordinatenraum ist der Nullvektor
{\displaystyle (0,\ldots ,0)},
wobei {\displaystyle 0} das Nullelement des Körpers {\displaystyle K} ist. Das zu einem Vektor {\displaystyle (x_{1},\ldots ,x_{n})} inverse Element ist dann der Vektor
{\displaystyle (-x_{1},\ldots ,-x_{n})},
wobei {\displaystyle -x_{i}} für {\displaystyle i=1,\ldots ,n} jeweils das additiv inverse Element zu {\displaystyle x_{i}} in {\displaystyle K} ist.

### Gesetze
Der Koordinatenraum erfüllt die Axiome eines Vektorraums. Neben der Existenz eines neutralen und inversen Elements gelten für Koordinatenvektoren {\displaystyle x,y,z\in K^{n}} und Skalare {\displaystyle a,b\in K}
- das Assoziativgesetz {\displaystyle x+(y+z)=(x+y)+z},
- das Kommutativgesetz {\displaystyle x+y=y+x},
- das gemischte Assoziativgesetz {\displaystyle a\cdot (b\cdot x)=(a\cdot b)\cdot x},
- die Distributivgesetze {\displaystyle a\cdot (x+y)=a\cdot x+a\cdot y} und {\displaystyle (a+b)\cdot x=a\cdot x+b\cdot x} sowie
- die Neutralität der Eins {\displaystyle 1\cdot x=x}, wobei {\displaystyle 1} das Einselement des Körpers {\displaystyle K} ist.

Diese Gesetze folgen direkt aus der Assoziativität, der Kommutativität und der Distributivität der Addition und Multiplikation im Körper {\displaystyle K} durch Anwendung auf jede Komponente eines Koordinatentupels.

### Basis
Die Standardbasis für den Koordinatenraum besteht aus den kanonischen Einheitsvektoren
{\displaystyle \{e_{1},e_{2},\dotsc ,e_{n}\}=\{(1,0,\dotsc ,0),(0,1,0,\dotsc ,0),\dotsc ,(0,\dotsc ,0,1)\}}.
Jeder Vektor {\displaystyle x\in K^{n}} lässt sich somit als Linearkombination
{\displaystyle x=x_{1}\cdot e_{1}+\dotsb +x_{n}\cdot e_{n}}
der Basisvektoren darstellen. Die Dimension des Koordinatenraums ergibt sich demnach zu
{\displaystyle \dim(K^{n})=n}.
Durch Basistransformation der Standardbasis können weitere Basen des Koordinatenraums ermittelt werden. Dabei bilden die Spalten- oder Zeilenvektoren einer {\displaystyle (n\times n)}-Matrix genau dann eine Basis des Koordinatenraums {\displaystyle K^{n}}, wenn die Matrix regulär ist, also vollen Rang besitzt.

### Lineare Abbildungen
Die linearen Abbildungen zwischen zwei Koordinatenräumen entsprechen eindeutig den Matrizen mit Einträgen aus dem Körper: Ist {\displaystyle A\in K^{m\times n}} eine Matrix mit {\displaystyle m} Zeilen und {\displaystyle n} Spalten, dann wird durch das Matrix-Vektor-Produkt eine lineare Abbildung
{\displaystyle f_{A}\colon K^{n}\to K^{m},\quad f_{A}(x)=A\cdot x}
definiert. Umgekehrt gibt es zu jeder linearen Abbildung {\displaystyle f\colon K^{n}\to K^{m}} eine eindeutig bestimmte Abbildungsmatrix {\displaystyle A_{f}\in K^{m\times n}}, sodass {\displaystyle f(x)=A_{f}\cdot x} für alle {\displaystyle x\in K^{n}}. Die Spalten von {\displaystyle A_{f}} ergeben sich dabei als die Bilder der Standardbasisvektoren:
{\displaystyle A_{f}={\bigl (}f(e_{1})\mid \cdots \mid f(e_{n}){\bigr )}}.
Die Menge der Matrizen bildet mit der Matrizenaddition und der Skalarmultiplikation selbst wieder einen Vektorraum, den Matrizenraum.

### Isomorphie
Ist nun {\displaystyle V} ein beliebiger {\displaystyle n}-dimensionaler Vektorraum über dem Körper {\displaystyle K}, dann ist {\displaystyle V} isomorph zu dem entsprechenden Koordinatenraum {\displaystyle K^{n}}, also
{\displaystyle V\cong K^{n}}.
Wählt man nämlich eine Basis {\displaystyle \{b_{1},\dotsc ,b_{n}\}} für {\displaystyle V}, so hat jeder Vektor {\displaystyle v\in V} die Darstellung
{\displaystyle v=c_{1}\cdot b_{1}+\dotsb +c_{n}\cdot b_{n}}
mit {\displaystyle c_{1},\dotsc ,c_{n}\in K}. Jeder Vektor {\displaystyle v\in V} lässt sich so eindeutig als Koordinatentupel {\displaystyle (c_{1},\dotsc ,c_{n})\in K^{n}} darstellen. Umgekehrt entspricht jedem solchen Koordinatentupel aufgrund der linearen Unabhängigkeit der Basisvektoren genau ein Vektor aus {\displaystyle V}. Demnach ist die Abbildung
{\displaystyle K^{n}\to V,\quad (c_{1},\dotsc ,c_{n})\mapsto c_{1}\cdot b_{1}+\dotsb +c_{n}\cdot b_{n}}
bijektiv. Nachdem die Abbildung zudem linear ist, stellt sie einen Isomorphismus zwischen dem Koordinatenraum {\displaystyle K^{n}} und dem Vektorraum {\displaystyle V} dar. Da auf diese Weise jeder {\displaystyle n}-dimensionale Vektorraum über dem Körper {\displaystyle K} zum Koordinatenraum {\displaystyle K^{n}} isomorph ist, sind auch alle {\displaystyle n}-dimensionalen Vektorräume über dem gleichen Körper untereinander isomorph.
Diese Identifizierung endlichdimensionaler Vektorräume mit dem zugehörigen Koordinatenraum erklärt auch den Namen „Standardraum“. Dennoch arbeitet man in der linearen Algebra häufig lieber mit abstrakten Vektorräumen statt mit Koordinatenräumen, da man in der Theorie gerne koordinatenfrei, das heißt ohne eine besonders ausgewählte Basis, argumentieren möchte. Für konkrete Berechnungen greift man dann wieder auf den Koordinatenraum zurück und rechnet mit den Koordinatenvektoren.

## Erweiterungen
Der Koordinatenraum kann beispielsweise um folgende mathematische Strukturen erweitert werden:
- Wird ein reeller oder komplexer Koordinatenraum mit einem Skalarprodukt versehen, beispielsweise dem Standardskalarprodukt, erhält man einen Skalarproduktraum. Da dieser Raum bezüglich der von dem Skalarprodukt induzierten Metrik vollständig ist, handelt es sich dabei sogar um einen Hilbertraum.

- Wird ein reeller oder komplexer Koordinatenraum mit einer Vektornorm versehen, beispielsweise der euklidischen Norm oder einer anderen p-Norm, erhält man einen normierten Raum. Auch dieser Raum ist dann bezüglich der von der Norm induzierten Metrik vollständig, also ein Banachraum.

- Wird ein Koordinatenraum mit einer Topologie versehen, beispielsweise der Standardtopologie, erhält man einen topologischen Vektorraum, das heißt die Vektoraddition und die Skalarmultiplikation sind dann stetige Operationen.